# Schack Manka műveinek listája
Az alábbi lista Schack Manka zeneszerző ismert műveit tartalmazza.

## A lista
| CÍM                                                                          | MŰFAJ                 | SZÖVEGÍRÓ                        | DÁTUM | ALBUM                                                           | KIADÓ, EGYÉB                                                                         |
| Censztohói legenda                                                           | melodráma             | Kiss Menyhért                    | 1915  |                                                                 | Balassa Jenő az egész Nagy-Magyarországot bejárta vele.                              |
| Altató-dal                                                                   | altató                |                                  | 1923  |                                                                 | Elvira Malmedée adta elő.                                                            |
| Pillangószerelem                                                             | táncköltemény, balett | S. Schack Béláné                 | 1923  | bemutatta az Magyar Állami Operaház 1923-ban                    |                                                                                      |
| Nászálom                                                                     | zenés vígjáték        |                                  | 1923  | bemutatta a Vígszínház                                          |                                                                                      |
| Honvédroham. Az 1914–18. évi világháborúban elesett magyar hősök dicsőségére | melodráma             | Rózsás József                    | 1926  | bemutató: Ludovika Akadémia, 1926, narrátor: Bakó László)       | Ludovika akadémia. 94. oldal. vitéz Rózsás József ny. százados                       |
| Játék katona                                                                 |                       | Bors László                      | 1929  |                                                                 | Pantograph, Bp.                                                                      |
| A czeczei piacon                                                             | csárdás               | Marcali Frigyes                  | 1931  | S. Schack Manka Nótáskönyve                                     | Bárd Ferenc és Fia, Bp.                                                              |
| A faluban                                                                    | csárdás               | Dr. Molnár Jenő                  | 1931  | S. Schack Manka Nótáskönyve                                     | Bárd Ferenc és Fia, Bp.                                                              |
| Annyit mondok                                                                | lassú csárdás         | Marcali Frigyes                  | 1931  | S. Schack Manka Nótáskönyve                                     | Bárd Ferenc és Fia, Bp.                                                              |
| Bajusznóta (Ne higyjetek kis lányok…)                                        | csárdás               | Thomée József                    | 1931  | S. Schack Manka Nótáskönyve                                     | Bárd Ferenc és Fia, Bp.                                                              |
| Bánatmadár                                                                   |                       | Marcali Frigyes                  | 1931  | S. Schack Manka Nótáskönyve                                     | Bárd Ferenc és Fia, Bp.                                                              |
| Búbánat                                                                      | andalgó               | Marcali Frigyes                  | 1931  | S. Schack Manka Nótáskönyve                                     | Bárd Ferenc és Fia, Bp.                                                              |
| Hulló rózsaszirom között                                                     |                       | Ruttkayné Ekessy Terike          | 1931  | S. Schack Manka Nótáskönyve                                     | Bárd Ferenc és Fia, Bp.                                                              |
| Juj, de magas                                                                | csárdás               | Thomée József                    | 1931  | S. Schack Manka Nótáskönyve                                     | Bárd Ferenc és Fia, Bp.                                                              |
| Lila akác alatt                                                              |                       | Marcali Frigyes                  | 1931  | S. Schack Manka Nótáskönyve                                     | Bárd Ferenc és Fia, Bp.                                                              |
| Menyecskenóta                                                                | csárdás               | Schack Béláné                    | 1931  | S. Schack Manka Nótáskönyve                                     | Bárd Ferenc és Fia, Bp.                                                              |
| Nem siratlak soha többé                                                      |                       | Thomée József                    | 1931  | S. Schack Manka Nótáskönyve                                     | Bárd Ferenc és Fia, Bp.                                                              |
| Régóta nem láttam…                                                           |                       | Dr. Gergelyffy Gábor             | 1931  | S. Schack Manka Nótáskönyve                                     | Bárd Ferenc és Fia, Bp.                                                              |
| Te akartad, hogy így legyen                                                  |                       | Marcali Frigyes                  | 1931  | S. Schack Manka Nótáskönyve                                     | Bárd Ferenc és Fia, Bp.                                                              |
| Tubarózsa                                                                    | hallgató              | Gayné B. Edy                     | 1931  | S. Schack Manka Nótáskönyve                                     | Bárd Ferenc és Fia, Bp.                                                              |
| Tudod-e, hogy rád gondolok                                                   |                       | Rózsás József                    | 1931  | S. Schack Manka Nótáskönyve                                     | Bárd Ferenc és Fia, Bp.                                                              |
| Voltam én is nagy legény                                                     | csárdás               | Gyökössy Endre                   | 1931  | S. Schack Manka Nótáskönyve                                     | Bárd Ferenc és Fia, Bp.                                                              |
| Elesett hósök, Ébredjetek!                                                   | himnuszszerű          | Rózsás József                    | 1931  | Ludovikás Levente, X. évf. 1931. június 24.                     | Ludovika akadémia. 42. oldal. vitéz Rózsás József ny. százados                       |
| Fahuszár                                                                     | dramolett             | Körmendy Laci (13 éves)          | 1932  | Szinházi Élet VII. évf. 1918. áprlilis 17. 17. szám. 32. oldal. | "13 éves drámaíró"                                                                   |
| Magyar hadirokkant dala                                                      |                       | Rózsás József                    | 1932  | Ludovikás Levente, XI. évf. 1932. aug. 20.                      | Ludovika akadémia. 72-73. oldal. vitéz Rózsás József ny. százados                    |
| De jól esnék…                                                                |                       | Nádor József                     | 1933  |                                                                 | Rádió Újság, Bp.                                                                     |
| Halk hegedű szónál…                                                          |                       | Farkas Andor verse               | 1933  |                                                                 | Rózsavölgyi és Tsa, Bp.                                                              |
| Huszárnóta                                                                   | csárdás               | Pápai Molnár Kálmán verse        | 1933  |                                                                 | Rózsavölgyi és Tsa, Bp.                                                              |
| Magyar rónák felett…                                                         | bujdosó dala          | Tamássy Andor verse              | 1933  |                                                                 | Rózsavölgyi és Tsa, Bp.                                                              |
| A tejúton                                                                    | csárdás               | Borsodyné Novy Panni             | 1936  | S. Schack Manka Dalos Albuma                                    | Bárd Ferenc és Fia, Bp.                                                              |
| Akáclevél                                                                    | andalgó               | Radics Jenő                      | 1936  | S. Schack Manka Dalos Albuma                                    | Bárd Ferenc és Fia, Bp.                                                              |
| Amikor én téged látlak..                                                     | hallgató              | Dr. Bereczky Sándor              | 1936  | S. Schack Manka Dalos Albuma                                    | Bárd Ferenc és Fia, Bp.                                                              |
| Baboskendő                                                                   | csárdás               | Gy. Czikle Valéria               | 1936  | S. Schack Manka Dalos Albuma                                    | Bárd Ferenc és Fia, Bp.                                                              |
| Balatoni Románc                                                              | andalgó               | Gy. Czikle Valéria               | 1936  | S. Schack Manka Dalos Albuma                                    | Bárd Ferenc és Fia, Bp.                                                              |
| Késői rózsák                                                                 |                       | Szirmay Ernő                     | 1936  | S. Schack Manka Dalos Albuma                                    | Bárd Ferenc és Fia, Bp.                                                              |
| Kicsi falu                                                                   | csárdás               | Langsch Éva                      | 1936  | S. Schack Manka Dalos Albuma                                    | Bárd Ferenc és Fia, Bp.                                                              |
| Megcsalt szivek                                                              | hallgató              | Magyarády Jenő                   | 1936  | S. Schack Manka Dalos Albuma                                    | Bárd Ferenc és Fia, Bp.                                                              |
| Mért is születtem én..                                                       | hallgató              | Harsányi László                  | 1936  | S. Schack Manka Dalos Albuma                                    | Bárd Ferenc és Fia, Bp.                                                              |
| Mikor a más mátkája lett                                                     | hallgató              | Dr. Melha Armandné               | 1936  | S. Schack Manka Dalos Albuma                                    | Bárd Ferenc és Fia, Bp.                                                              |
| Nincs annyi baj                                                              | csárdás               | Hernády Árpád                    | 1936  | S. Schack Manka Dalos Albuma                                    | Bárd Ferenc és Fia, Bp.                                                              |
| Nyílnak-e még rózsák                                                         | hallgató              | vitéz Rózsás Ferenc              | 1936  | S. Schack Manka Dalos Albuma                                    | Bárd Ferenc és Fia, Bp.                                                              |
| Olyan vagy mint nyíló rózsa                                                  | hallgató              | Rózsás József                    | 1936  | S. Schack Manka Dalos Albuma                                    | Bárd Ferenc és Fia, Bp.                                                              |
| Sárgarigó                                                                    | csárdás               | Harsányi László                  | 1936  | S. Schack Manka Dalos Albuma                                    | Bárd Ferenc és Fia, Bp.                                                              |
| Szél kavarja az út porát                                                     | hallgató              | Jékely Vilma                     | 1936  | S. Schack Manka Dalos Albuma                                    | Bárd Ferenc és Fia, Bp.                                                              |
| Tenger fölött                                                                | ringató               | Dr. József Ferenc királyi herceg | 1936  | S. Schack Manka Dalos Albuma                                    | Bárd Ferenc és Fia, Bp.                                                              |
| Útszéli kisvirág                                                             |                       | Sásdy-Schack Béláné              | 1936  | S. Schack Manka Dalos Albuma                                    | Bárd Ferenc és Fia, Bp.                                                              |
| Bácskai Köszöntő…                                                            |                       | Gy. Czikle Valéria verse         | 1941  |                                                                 | Áts Tivadar                                                                          |
| Bécsi nyár                                                                   |                       | Széfeddin Sefket bey.            | 1941  |                                                                 | Bárd Ferenc és Fia, Bp.                                                              |
| Jogász csárdás                                                               | csárdás               | Széfeddin Sefket bey             | 1941  |                                                                 | Bárd Ferenc és Fia, Bp.                                                              |
| Kolozsvár, Kolozsvár                                                         | dal                   | Széfeddin Sefket bey             | 1941  |                                                                 | Bárd Ferenc és Fia, Bp.                                                              |
| Megfakult a sugaras nyár                                                     | hallgató              | Széfeddin Sefket bey             | 1941  |                                                                 | Bárd Ferenc és Fia, Bp.                                                              |
| Sétaréti tó…                                                                 |                       | Széfeddin Sefket bey             | 1941  |                                                                 | Bárd Ferenc és Fia, Bp.                                                              |
| Haragszik a feleségem                                                        |                       | Bittermann Béláné                | 1941  | Kotta                                                           | Budapest : T. Uray Margit, c.                                                        |
| Huszárroham                                                                  |                       | Bittermann Béláné                | 1941  | Kotta                                                           | Budapest : T. Uray Margit, c.                                                        |
| Világhírű legények                                                           | repülő induló         | Gy. Czikle Valéria verse         | 1941  |                                                                 | S. Schanck Manka                                                                     |
| A szegedi Fehértó de kiáradt                                                 |                       | Dr. Némedy Gyula                 | 1941  | Kotta                                                           | Szeged : Némedy Gyula, c.                                                            |
| Kállai kettős                                                                | andalgó               | Dr. Némedy Gyula                 | 1941  | Kotta                                                           | Szeged : Némedy Gyula, c.                                                            |
| Sóhajok: Annám emlékének                                                     | műdal                 | Dr. Némedy Gyula                 | 1941  | Kotta                                                           | Szeged : Némedy Gyula, c.                                                            |
| Ha az a jó Isten…                                                            |                       | Farkas Sándor                    | 1942  |                                                                 | Toborzó, Bp., T. 692                                                                 |
| Hívj egy forró éjszakán                                                      | exotikus tangó        | Pusztaszeri Margit               | 1943  |                                                                 | Toborzó, Bp.                                                                         |
| Maksa Pálnak levele van…                                                     | csárdás               | Kelemen Elek                     | 1943  |                                                                 | Toborzó, Bp.                                                                         |
| Kisfalumban bontanak egy nádfedeles házat…                                   |                       | Kelemen Elek                     | 1943  |                                                                 | Toborzó, Bp., T. 890                                                                 |
| Gondolsz-e reám?                                                             | lassú keringő         | Pusztaszeri Margit               | 1943  | S. Schack Manka Nótáskönyve                                     | Toborzó, Budapest, Lemezfevétel Karády Katalinnal                                    |
| Mit ér ez az élet… (Machita c. hangosfilmből)                                | filmzene              | Pusztaszery Margit               | 1944  |                                                                 | Toborzó, Bp. T. 1137                                                                 |
| Balatoni szerenád                                                            | szerenád              |                                  |       |                                                                 | (Az operaházi zenekar rádióban is többször előadott)                                 |
| Ave Maria                                                                    | ének                  |                                  |       |                                                                 | (ének-, hegedű- és zongorára),                                                       |
| Székely ringató                                                              | ringató               |                                  |       |                                                                 | (férfikarra is átírva)                                                               |
| Ave Maria                                                                    | ringató               |                                  |       |                                                                 | (ének-, hegedű- és zongorára)                                                        |
| Eltörött az ezüsthangú tilinkóm (? )                                         |                       | Korányi                          |       | Hanglemez                                                       | [s.l.] : Radiola Electro Record, [s.a.].                                             |
| Sárga-Rózsa csárdás                                                          | csárdás               | Gergelyffy Gábor                 |       |                                                                 | Magyar Úriasszonyok lapjában jelent meg: VII. évfolyam, 31. szám, Bp., 1930 Nov. 01. |
| Induló                                                                       | induló                |                                  |       |                                                                 | Mussolininek                                                                         |
| Ha az a jó Isten                                                             |                       | Farkas Sándor                    |       |                                                                 | Toborzó, Bp.                                                                         |
| Valaki a néma csendben                                                       |                       | Gy. Czikle Valéria verse         |       | Hanglemez                                                       | Toborzó, Bp. / [s.l.] : Radiola Electro Record, [s.a.].                              |
| Régóta nem láttam                                                            |                       | Dr. Gergelyffy Gábor             |       |                                                                 |                                                                                      |
| Lemezfelvételek,                                                             |                       |                                  |       |                                                                 | Számos további                                                                       |
| Hívj egy forró éjszakán                                                      |                       |                                  |       | ArtisJustól: 2002-ben játszott                                  | Műkód: 229904-0 Műfajkód: 0401                                                       |
| Mit ér ez az élet                                                            |                       |                                  |       | ArtisJustól: 2002-ben játszott                                  | Műkód: 229911-0 Műfajkód: 0401                                                       |
| Irredenta nóták                                                              | nóta                  |                                  |       |                                                                 | Feldolgozás alatt                                                                    |
| Mussolininek ajánlott                                                        | induló                |                                  |       |                                                                 |                                                                                      |